# DSRV-2 Avalon
Pour les autres navires du même nom, voir USS Avalon.
Le DRSV-2 Avalon (nom non officiel,) est un sous-marin de sauvetage à grande profondeur américain de la classe Mystic.

## Caractéristiques
Le sous-marin mesure 15 m de long pour 3,4 m de large et un poids total de 37 tonnes en plongée. Il est capable d'atteindre une profondeur de 1 500 m tout en transportant 24 passagers outre son équipage composé de quatre hommes : deux pilotes et deux membres d'équipage.

## Historique
L'Avalon fut construit par Lockheed pour le compte de l'United States Navy qui souhaitait avoir la possibilité de secourir tout sous-marin en détresse en grande profondeur, à la suite de la perte de l'USS Thresher (SSN-593). Il est lancé en 1971, et fut utilisé par l'US Navy jusqu'en 2000.
L'Avalon est basé à la base de North Island mais ne fut jamais utilisé comme sous-marin de sauvetage lors d'une mission réelle. Il est retiré du service en 2000 et pourrait être cédé au musée Naval Undersea.

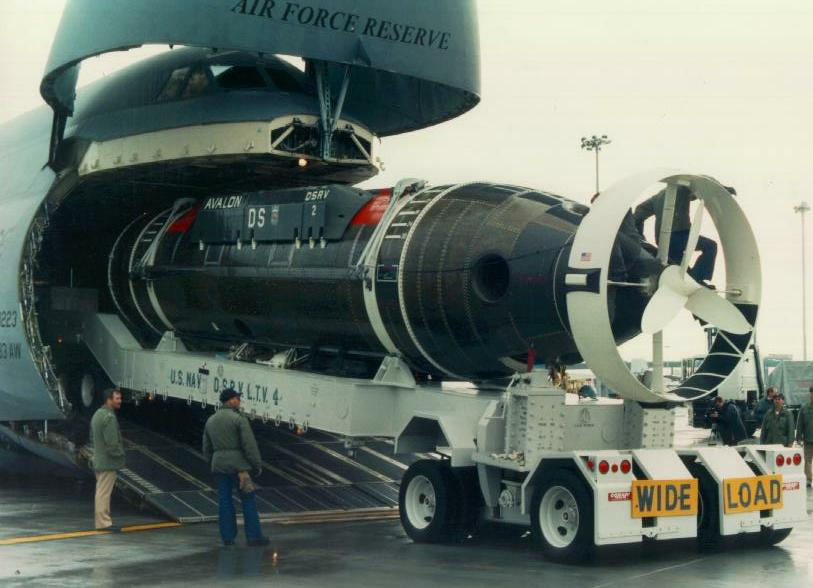
L'Avalon embarqué sur un C-5 Galaxy.
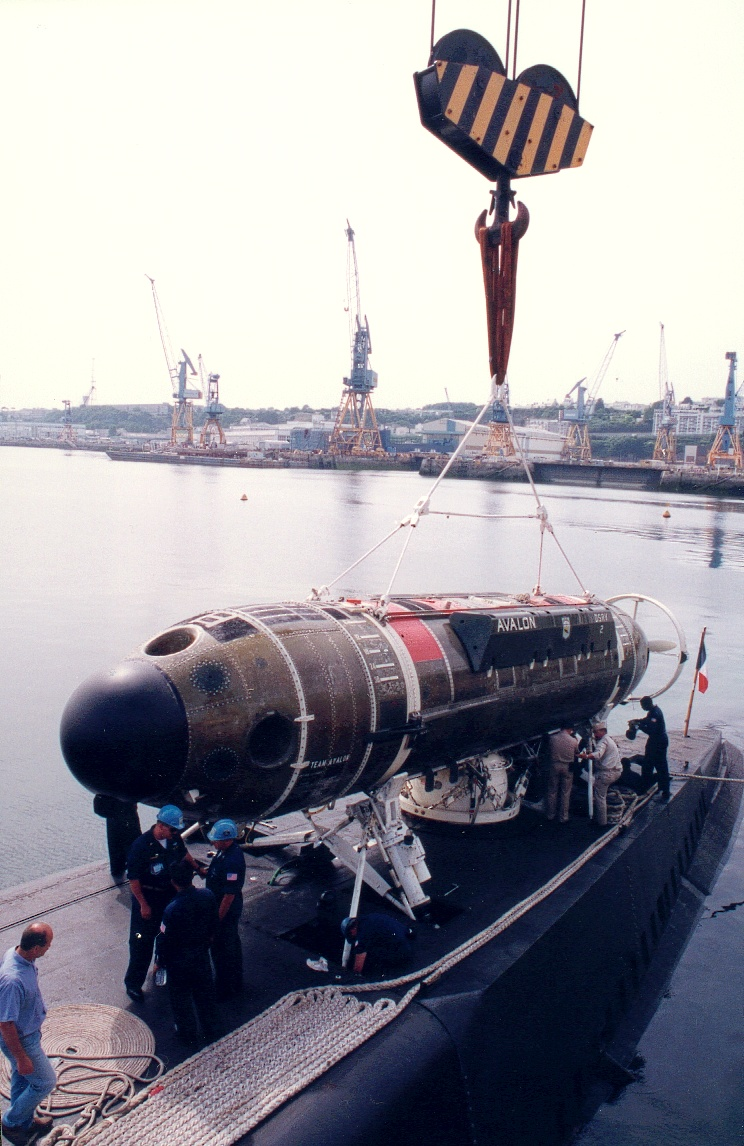
L'Avalon placé sur un sous-marin français.